# Pseudomyrmecinae
Pseudomyrmecinae – podrodzina mrówek spotykanych w tropikalnych lasach i na sawannach. Mrówki tej podrodziny prowadzą nadrzewny tryb życia.
Gniazda tych mrówek zazwyczaj stanowią jamy w pniach i konarach uschniętych drzew lub niekiedy kopców w trawach. Około 20% spośród 300 gatunków tej podrodziny należy do wyspecjalizowanych mrówek żyjących tylko w określonym środowisku. Przykładem mogą tu być mrówki broniące pewien gatunek drzewa przed innymi owadami w zamian za pożywienie produkowane przez to drzewo i mieszkanie w postaci żywych komór w tym drzewie.
Dorosłe mrówki z podrodziny Pseudomyrmecine posiadają duże oczy, trzonek czułków krótki, biczyk czułków przeważnie 12-członowy (z wyjątkiem dwóch gatunków o biczyku 11-członowym i co najmniej jednego o biczyku 13-członowym), stylik dwuczłonowy wydłużony. Larwy posiadają specjalną budowę aparatu gębowego pozwalającą na przyjmowanie małych kawałków pożywienia podawanego im przez robotnice.

## Rodzaje
Podrodzina Pseudomyrmecinae obejmuje 3 opisane rodzaje.	
- Myrcidris Ward, 1990
- Pseudomyrmex Lund, 1831
- Tetraponera Smith, 1852